# Coleophora subnivea
Coleophora subnivea é uma espécie de mariposa do gênero Coleophora pertencente à família Coleophoridae.